# 著名なモスクの一覧

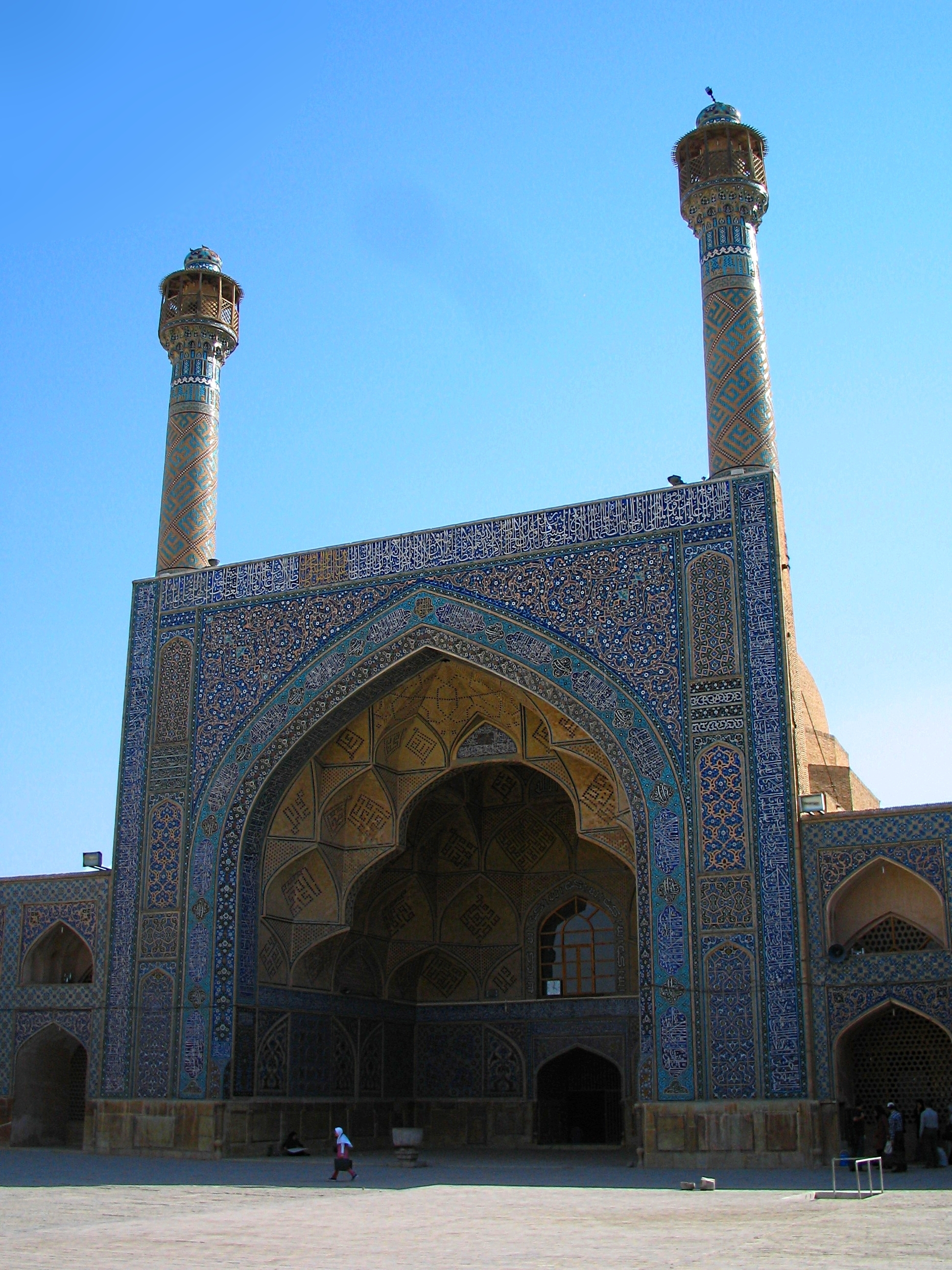
金曜モスク（イラン）

著名なモスクの一覧では、イスラーム教の礼拝所であるモスクのうち、歴史や規模などで著名なものを挙げる。日本のモスクに関しては日本のモスクの一覧を参照。

## 西アジア

### アゼルバイジャン
- ジュマ メシド（ジュマ・モスク） - シェマハ
- ムハンマド・モスク - バクー
- シャ・アバス・モスク
- サキナハーナム・モスク
- ビビ＝ヘイバット・モスク（英語版） - バクー

### アフガニスタン
- アブドゥッラフマーン・モスク（英語版） － カーブル
- ロウゼ・エ・シャリーフ － マザーリシャリーフ

### アラブ首長国連邦
- シェイク・ザーイド・モスク － アブダビ
- ジュメイラ・モスク － ドバイ

### イラン
- イマーム・モスク － エスファハーン
- 金曜モスク － エスファハーン
- シェイフ・ロトフォッラー・モスク － エスファハーン
- ホメイニ・モスク － テヘラン
- マスジェデ・ナスィーロル・モスク － シーラーズ
- シャーチェラーグ・モスク － シーラーズ

### キプロス
- セリミエ・モスク － レフコシャ（ニコシア）
- ハラ・スルタン・モスク（英語版） － ラルナカ
- ラーラ・ムスタファ・パシャ・モスク － マウサ

### サウジアラビア
- アル=ハラム・モスク － メッカ
- クバー・モスク － マディーナ
- マスジド・ハラーム － メッカ
- 預言者のモスク － マディーナ

### シリア
- ウマイヤド・モスク － ダマスカス

### トルコ
- アヤソフィア
- イエニ・モスク
- エユップ・モスク
- オルタキョイ・モスク
- スルタンアフメト・モスク（ブルーモスク）
- スレイマニエ・モスク
- セリミエ・モスク
- ヌルオスマニエ・モスク
- ファティーフ・モスク
- ユルドゥズ・ハミディエ・モスク（英語版）（ユルドゥルム・バヤズィド・モスク）
- リュステム・パシャ・モスク

### パレスチナ
- アル・アクサモスク － エルサレム
- 岩のドーム － エルサレム

### ヨルダン
- アル・フセイン・モスク － アンマン

## 東南アジア

### インドネシア
- マスジット・イスティクラル － ジャカルタ

### マレーシア
- マスジッド・ネガラ － クアラルンプール
- スルタン・サラディン・アブドゥル・アジズ・モスク － シャーアラム
- トゥアンク・ミザン・ザイナル・アビディン・モスク － プトラジャヤ
- マスジッド・プトラ － プトラジャヤ
- スルタン・アブ・バカール 州立モスク（英語版） － ジョホールバル
- クリスタル・モスク（英語版） － クアラトレンガヌ

### ブルネイ
- スルターン・オマール・アリ・サイフディーン・モスク (英語版) － バンダルスリブガワン
- ジャミ・アサール・ハサナル・ボルキア・モスク － バンダルスリブガワン
- 水上モスク － バンダルスリブガワン

### タイ
- マスジド・クルーセ － タイ南部、パッターニーにあるモスク

### ベトナム
- サイゴン セントラル モスク － ホーチミン
- ジャミウル・ムスリミン・モスク － ホーチミン

### フィリピン
- ゴールデン・モスク － マニラ、キアポ地区にあるモスク
- タルクサンガイ・モスク － ミンダナオ島、サンボアンガにあるモスク

## 南アジア

### インド
- バーブリー・マスジド
- ジャーマー・マスジド
- ジャーマー・マスジド (ジャウンプル)
- ジャーマー・マスジド (ナーグプル)
- モーティー・マスジド (ラホール)

### スリランカ
- グランド・モスク・プッタラム － プッタラム
- ジャミ・ウル・アルファー・モスク － コロンボ
- ニゴンボ・グランド・ジャーマー・マスジド － ニゴンボ
- メーラ・モスク － 南部州のゴール

### パキスタン
- バードシャーヒー・モスク
- ラール・マスジド
- ファイサル・モスク － イスラマバード

### バングラデシュ
- サイト・グンバド・モスク － バゲルハット
- シャイト・ゴンブス・モスク － バゲルハット

## 東アジア

### 中華人民共和国
- エイティガールモスク
- 西安大清真寺
- 牛街清真寺
- 懐聖寺
- 鳳凰寺
- 仙鶴寺
- 清浄寺

## 中央アジア

### カザフスタン
- ハズレット・スルタン・モスク（英語版）
- ヌル・アスタナ・モスク（英語版）

### ウズベキスタン
- ビビハニム・モスク
- カラーン・モスク

### キルギス
- ドゥンガン・モスク
- アリ・ブハリ・モスク
- ラバト・アブドゥル・カーン・モスク

### トルクメニスタン
- テュルクメンバシュ・ルーフ・モスク（英語版）（キプチャク・モスク）
- エルトゥールル・ガジ・モスク（英語版）
- ギョクテペ・モスク

### タジキスタン
- ハジ・ヤコブ・モスク

## アフリカ

### 北アフリカ
- クトゥビーヤ・モスク － モロッコ
- ハサン2世モスク － モロッコ
- アムル・イブン・アル＝アース・モスク － エジプト
- イブン・トゥールーン・モスク － エジプト（カイロ）
- スルタン ハッサン モスク（イスラム教神学校） － エジプト
- ムハンマド・アリー・モスク － エジプト
- シディ・ウクバ・モスク（グランド・モスク）－ チュニジア

### 西アフリカ
- 泥のモスク － マリ
- ララバンガ・モスク － ガーナ

### 南部アフリカ
- ダーバン・フィーチャー・モスク － 南アフリカ（ダーバン）
- ジュマ・マスジット・モスク － 南アフリカ（ダーバン）

## ヨーロッパ

### ドイツ
- アミール＝スルタン・モスク － ダルムシュタット
- ヌールッディーン・モスク － ダルムシュタット

### フランス
- グランド・モスケ・ド・パリ － パリ

### スペイン
- クリスト・デ・ラ・ルス・モスク － トレド

### スイス
- ジュネーヴ・モスク － ジュネーヴ

### ロシア
- サンクトペテルブルク・モスク － サンクトペテルブルク

## 北米

### アメリカ合衆国
- イスラミック・カルチャーセンター － ニューヨーク
- イスラミック・センター・バーモント － ロサンゼルス